# 쉬정시
쉬정시(중국어: 徐正溪, 병음: Xú Zhèngxī, 한자음: 서정계, 1985년 5월 5일~)는 중화인민공화국의 배우이다. 본명은 쉬정(중국어: 徐政, 병음: Xú Zhèng, 한자음: 서정)으로 텐센트 TV 드라마 《독고천하》의 우문호 역으로 잘 알려져 있다.